# (6843) Heremon
(6843) Heremon est un astéroïde de la ceinture principale.

## Description
(6843) Heremon est un astéroïde de la ceinture principale. Il fut découvert le 9 octobre 1975 à Fort Davis par J. D. Mulholland. Il présente une orbite caractérisée par un demi-grand axe de 2,44 UA, une excentricité de 0,18 et une inclinaison de 9,3° par rapport à l'écliptique.

## Compléments